# Homer Daniel Angell
Homer Daniel Angell (ur. 12 stycznia 1875, zm. 31 marca 1968) – amerykański polityk związany z Partią Republikańską.
W latach 1939–1955 przez osiem dwuletnich kadencji Kongresu Stanów Zjednoczonych reprezentował trzeci okręg wyborczy w stanie Oregon w Izbie Reprezentantów Stanów Zjednoczonych.